# Dostoïevskaïa (métro de Moscou)
Pour les articles homonymes, voir Dostoïevski (homonymie).
Dostoïevskaïa (en russe : Достое́вская et en anglais : Dostoyevskaya) est une station de la ligne Lioublinsko-Dmitrovskaïa (ligne 10 verte) du métro de Moscou, située sur le territoire de l'arrondissement Tverskoï dans le district administratif central de Moscou.

## Situation sur le réseau
Établie en souterrain, à 60 mètres sous le niveau du sol, la station Dostoïevskaïa est située au point 38+31,723 de la ligne Lioublinsko-Dmitrovskaïa (ligne 10 verte), entre les stations Marina Rochtcha (en direction de Petrovsko-Razoumovskaïa) et Troubnaïa (en direction de Ziablikovo).